# Pentanchus profundicolus
Pentanchus profundicolus és una espècie de peix de la família dels esciliorrínids i de l'ordre dels carcariniformes.

## Morfologia
- Els mascles poden assolir 51 cm de longitud total.[1][2]

## Reproducció
És possiblement ovípar.

## Hàbitat
És un peix marí que viu fins als 1.071 m de fondària.

## Distribució geogràfica
Es troba al Mar de Mindanao (Filipines).